# Epsilon Euskadi EE1
El Epsilon Euskadi EE1 es un coche de carreras construido por la escudería española Epsilon Euskadi. Fue diseñado y construido para carreras de resistencia en la clase Prototipo de Le Mans LMP1 de las 24 Horas de Le Mans y otras carreras de resistencia similares.

## Historia
El Epsilon Euskadi EE1 hizo su debut en competición en los 1000 km de Cataluña de 2008, puntuable para dicha temporada de las Le Mans Series. Epsilon Euskadi participó con un solo coche, el número 20 conducido por Ángel Burgueño y Miguel Ángel de Castro. En carrera logró terminar, pero sólo en el puesto 32, penúltimo en la clasificación después de haber completado 167 vueltas en su carrera de casa. Sólo sumaron dos puntos en las cinco pruebas de la temporada donde participaron, los consiguieron en los 1000 km de Spa de 2008, cuando terminaron undécimo en la general y séptimo en su categoría completando 133 vueltas.

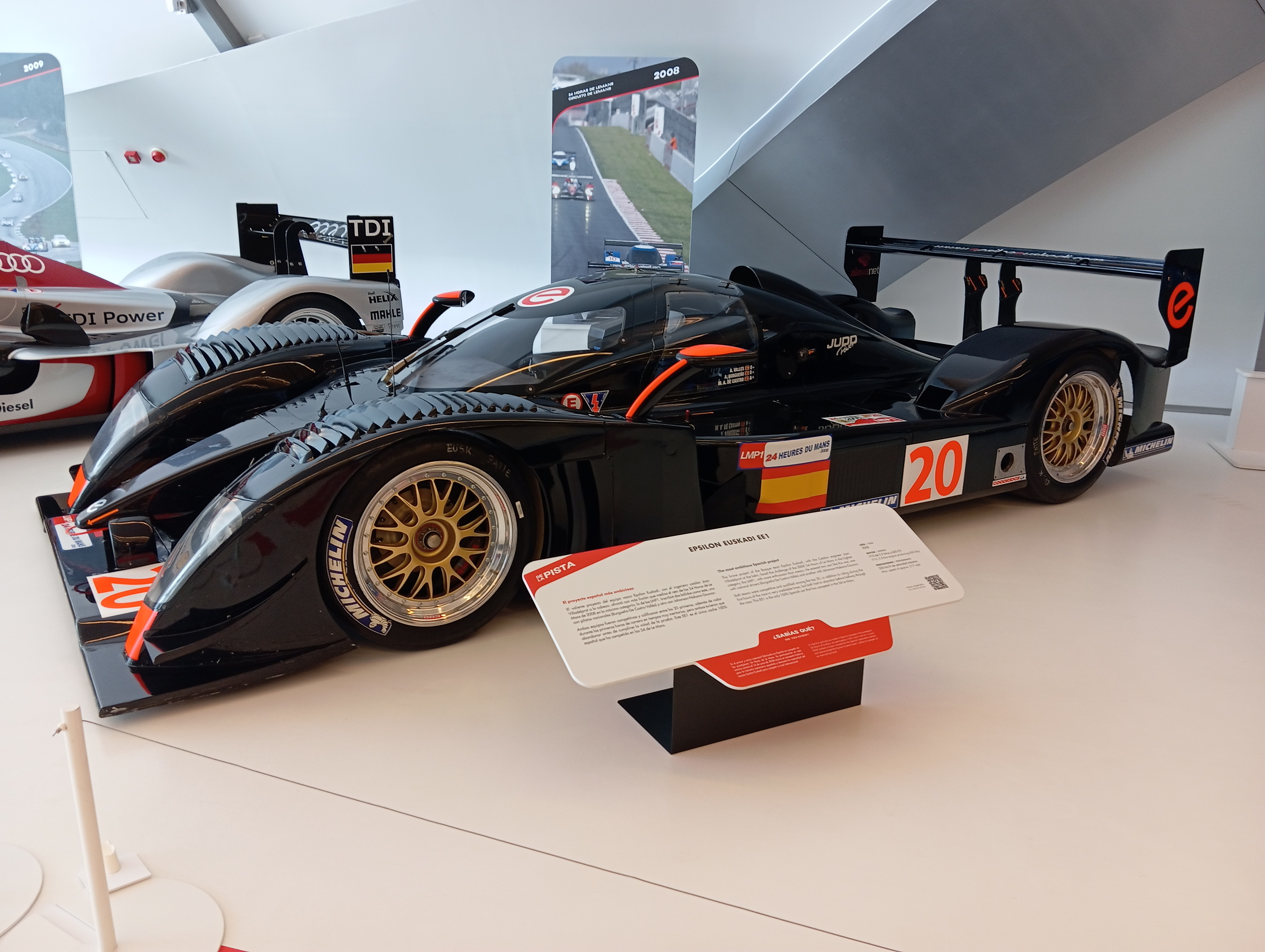
Epsilon Euskadi EE1 en el mobility city en Zaragoza

### Le Mans
Para las 24 Horas de Le Mans 2008, Epsilon Euskadi inscribió dos coches para la gran carrera: el número 20 conducido por Ángel Burgueño, Miguel Ángel de Castro y Adrián Vallés y el número 21 conducido por Shinji Nakano, Stefan Johansson y Jean-Marc Gounon. La clasificación fue bien, el coche nº 21 se clasificó en el puesto 15 con un mejor tiempo de 3:32.939 y el coche nº 20 se clasificó en el puesto 17 con un mejor tiempo de 3:34.281. En la carrera, el EE1 totalmente negro parecía competitivo, pero ambos prototipos tuvieron problemas mecánicos y tuvieron que retirarse. El número 21 fue el primero de los dos en retirarse después de completar 158 vueltas y luego el auto número 20 se retiró después de completar 189 vueltas.